# Referéndum sobre la eutanasia en Nueva Zelanda de 2020
El referéndum sobre la eutanasia en Nueva Zelanda fue un referéndum vinculante celebrado el 17 de octubre de 2020. La votación anticipada comenzó el 3 de octubre, junto con las elecciones generales de 2020 y el referéndum sobre el cannabis. Los votantes tuvieron que optar sobre si la Ley de elección al final de la vida útil de 2019 debía entrar en vigor o no. La ley legalizaría la eutanasia voluntaria para aquellos con una enfermedad terminal y menos de seis meses de vida, si dos médicos confirman que es una opción elegible. Nueva Zelanda es el primer país en someter la legalización de la eutanasia a referéndum.

## Resultados
|  | 65.91 % |

|  | 34.09 % |

|  | 98.77 % |

|  | 1.23 % |

|  | 100 % |

|  | 82.24 % |